# Kameanka, Kahovka
Kameanka (în ucraineană Кам'янка) este localitatea de reședință a comunei Kameanka din raionul Kahovka, regiunea Herson, Ucraina.

## Demografie
Componența lingvistică a localității Kameanka
     Ucraineană (87,19%)
     Rusă (12,37%)
     Alte limbi (0,3%)
Conform recensământului din 2001, majoritatea populației localității Kameanka era vorbitoare de ucraineană (87,19%), existând în minoritate și vorbitori de rusă (12,37%).